# Lasiophila cnephas
Lasiophila cnephas är en fjärilsart som beskrevs av Otto Thieme 1906. Lasiophila cnephas ingår i släktet Lasiophila och familjen praktfjärilar. Inga underarter finns listade i Catalogue of Life.